# کارل لوین
کارل میلتن لوین (به انگلیسی: Carl Milton Levin) (زادهٔ ۲۸ ژوئن ۱۹۳۴ – درگذشته ۲۹ ژوئیه ۲۰۲۱)  سناتور ایالت میشیگان در سنای ایالات متحده آمریکا بود که برای نخستین‌بار در ۳ ژانویه ۱۹۷۹ به‌عضویت این مجلس درآمد. وی در زمرهٔ سناتورهای گروه دوم قرار داشت که به‌مدت ۴ سال در سنا حضور دارند و تا تاریخ ۳ ژانویه ۲۰۱۵ در این مجلس  بود. وی در ۲۹ ژوئیه ۲۰۲۱ درگذشت.